# Patrick O'Connell (giocatore di football americano)
Patrick O'Connell (Kalispell, 31 dicembre 1998) è un giocatore di football americano statunitense che milita nel ruolo di linebacker per i Seattle Seahawks della National Football League (NFL).

## Carriera

### Seattle Seahawks
Dopo non essere stato scelto nel Draft NFL 2023, O'Connell firmò con i Seattle Seahawks. Durante la pre-stagione si classificò secondo nella squadra con 17 tackle ma fu svincolato prima dell’inizio della stagione regolare, salvo poi rifirmare con la squadra di allenamento. Fu promosso nel roster attivo per la gara della settimana 14 contro i  San Francisco 49ers ma non scese in campo. Firmò con il roster attivo il 30 dicembre 2023. Debuttò nella NFL il giorno successivo, il giorno del suo 25º compleanno, mettendo a segno un placcaggio. Fu l’unica presenza della sua stagione da rookie.